# Pleasures of the Flesh
Pleasures of the Flesh drugi je studijski album američkog thrash metal sastava Exodus. Diskografska kuća Combat Records objavila ga je 7. listopada 1987. Prvi je album sastava s pjevačem Steveom Souzom koji je zamijenio izvornog pjevača Paula Baloffa. 

## Popis pjesama
| 1. | »Deranged«                           | 3:46 |
| 2. | »'Til Death Do Us Part«              | 4:50 |
| 3. | »Parasite«                           | 4:55 |
| 4. | »Brain Dead«                         | 4:15 |
| 5. | »Faster than You'll Ever Live to Be« | 4:26 |

| 6.  | »Pleasures of the Flesh«    | 7:36 |
| 7.  | »30 Seconds« (instrumental) | 0:39 |
| 8.  | »Seeds of Hate«             | 4:57 |
| 9.  | »Chemi-Kill«                | 5:46 |
| 10. | »Choose Your Weapon«        | 4:51 |

## Zasluge
Exodus
- Steve "Zetro" Souza – vokali
- Gary Holt – gitara, glazba (pjesma 7.)
- Rick Hunolt – gitara
- Rob McKilop – bas-gitara
- Tom Hunting – bubnjevi

Dodatni glazbenici
- Tom Skid – vokali (pjesma 1.)
- Michael Pluznick – intro (pjesma 6.)

Ostalo osoblje
- Paul Baloff – tekstovi (pjesme 4., 6., 8.)
- Marc Senasac – produkcija, miks, inženjer zvuka
- Sylvia Massy – inženjer zvuka
- Mark Whitaker – inženjer zvuka (bubnjarski pjesme)
- David Bett – dizajn
- Yoni Mayeri – fotografije
- Bernie Grundman – mastering